# Онежский судостроительно-судоремонтный завод
Онежский судостроительно-судоремонтный завод — судоремонтно-судостроительное предприятие Росморпорта в Петрозаводске.

## История
Завод основан согласно постановлению Совета Народных Комиссаров Карело-Финской ССР от 12 июля 1944 г. «Об организации судоремонтного завода в Петрозаводске».
Он был построен на месте разрушенной в войну лыжной фабрики, вначале на заводе ремонтировались поврежденные и затопленные в войну суда Беломорско-Онежского пароходства (в структуру которого и входил завод) и других ведомств.
В 1957 году завод реорганизован в Петрозаводскую ремонтно-эксплуатационную базу флота, с 1973 года переименован в Петрозаводский судоремонтно-судостроительный завод, с 1981 года Петрозаводская РЭБ флота.
Занимался ремонтом флота Беломорско-Онежского пароходства, Беломорканала и других предприятий Карелии, переоборудованием пароходов и лихтеров финской постройки в теплоходы.
В 1950—1960-х годах на балансе предприятия числился грузопассажирский флот пароходства — суда «Ладога», «Днепро-Буг», М-172 и другие, сухогрузы типа Беломорский, буксиры и рейдовые суда, а также несамоходный флот.
В 1980-х годах выпускал буксиры проекта Р-96Б, баржи проекта Р-146А.
На техническом и хозяйственном обслуживании предприятия находился пассажирский и скоростной флот пароходства (в том числе флагман «Михаил Ломоносов»), сухогрузы типа Балтийский, Онежский, Сормовский, Волжский, Волго-Дон и Волго-Балт, буксиры типа БК, Озёрный, Ота, рейдовый флот.
В конце 1990-х годов, с присоединением базы ликвидированного ООО «Onego Arminius Shipbuilders» (совместное германо-российское предприятие, строило суда проекта 10523, 0121 тип Выг (построено 3 судна) и другие), завод получил новое наименование «Онежский судостроительный завод».
С 2007 года завод выпускал сухогрузы (костеры) проектов DCV-33, 005RSD03 (тип Россиянин); танкеры проекта RSV-07 в объёме 2-3 судна в год для российских и европейских компаний.
С 2011 года занимается достройкой корпусов сухогрузных судов проекта RSD49.
Всего за 2000-е годы было построено 18 крупнотоннажных судов различного назначения.
В 2012 году не работал в связи с банкротством, находился под конкурсным управлением. В 2014 году имущество завода передано в управление ФГУП «Росморпорт».
В 2015 году судостроение на заводе возрождено.
3 апреля 2025 года на заводе произошёл пожар, нанёсший предприятию значительный ущерб.

## Деятельность
Завод производит лоцмейстерские катера проекта 02780М, грунтоотвозные шаланды проекта HB600, рабочие катера с ледовым усилением проекта ST23WI-M, проекта DAMEN STAN LAUNCH 804 , ремонт судов «Росморпорта», самоходные, саморазгружающиеся дноуглубительные суда.

## Наименования завода
- 1944 год — Петрозаводский судоремонтный завод
- 1957 год — Петрозаводская ремонтно-эксплуатационная база флота
- 1973 год — Петрозаводский судоремонтно-судостроительный завод
- 1981 год — Петрозаводская ремонтно-эксплуатационная база флота
- 1992 год — Совместное предприятие «Онега Арминиус Шипбилдерс»
- 1997 год — Петрозаводская ремонтно-эксплуатационная база флота
- 2002 год — Общество с ограниченной ответственностью «Онежский судостроительный завод»
- 2002 год — Закрытое акционерное общество «Онежский судостроительный завод»
- 2014 год — Общество с ограниченной ответственностью «Онежский судостроительно-судоремонтный завод»
- 2019 год — Акционерное общество «Онежский судостроительно-судоремонтный завод»[12]